# Trinkschwäche
Die Trinkschwäche ist die Schwierigkeit, die notwendige Menge an flüssiger Nahrung aufzunehmen und zu schlucken, bei Säuglingen auch eine Saugschwäche mit vermindertem Saugreflex. 

## Krankheitsbild
Eine Trinkschwäche ist Hinweis auf verschiedene Störungen und Erkrankungen:
- allgemeine Schwäche (funktionell) besonders bei Frühgeborenen oder in hohem Lebensalter
- Infektionen im Mundbereich wie Soor, Stomatitis aphthosa, Angina tonsillaris, Rhinopharyngitis oder Mittelohrentzündung
- Stoffwechselstörung wie Galaktosämie, Isovalerianazidämie oder Ahornsirupkrankheit
- neurologische Erkrankung wie Hirnblutung, Neugeborenenikterus oder Kongenitales myasthenes Syndrom
- Fehlbildungen wie Herzfehler, Lippen-Kiefer-Gaumenspalte

Bei der Trinkschwäche ist der Säugling meist mangels Kraft und Ausdauer nicht in der Lage, seinen Bedarf an Nahrungsenergie durch Trinken zu decken.
Abzugrenzen sind die Saugstörung mit nicht richtig ausgebildetem Saugreflex sowie eine kindliche Dysphagie mit Störung des Schluckaktes.

## Therapie
Die Behandlung richtet sich nach der jeweiligen Ursache, bei Frühgeborenen ist eine künstliche Ernährung angezeigt. In späterem Alter können logopädische Maßnahmen hilfreich sein.